# Fildu de Jos
Fildu de Jos es una comuna ubicada en el distrito de Sălaj, Rumania.

## Superficie
Posee una superficie de 62,88 kilómetros cuadrados.

## Demografía
Hasta 2021 la población era de 1280 habitantes, con una densidad de población de 20,36 habitantes por kilómetro cuadrado.